# Kurt Landau
Kurt Landau (Viena, 29 de gener de 1903 - Barcelona (?), 23 de setembre de 1937) va ser un activista polític i militant comunista austríac, segrestat i assassinat pels agents estalinistes a Barcelona.

## Biografia
Kurt Landau va néixer el 29 de gener de 1903 a Viena, fill del mercader de vi Abraham Simon (assassinat en un camp de concentració el 1940) i Rosa Feldmann. Va estudiar a Viena i va ser membre i president de la secció de Währing del Partit Comunista d'Àustria (KPÖ) de 1921 a 1926. El 1923 va iniciar una relació amb Julia Lipschutz (nascuda el 1895 o 1905, morta després de 1984), que es va convertir en la seva dona sota el nom de Katja Landau. Va defensar Lev Trotski i les seves posicions contra la línia oficial del KPÖ i es va convertir en una de les figures centrals en oposició a la progressiva formació de l'estalinisme. El març de 1926 es va unir a l'oposició unificada dins el KPÖ. El 1927, ell i els seus companys afins van ser expulsats del partit. El mateix any va publicar el fullet "La naturalesa i la història de l'anarco-comunisme a Àustria". Des de 1929 va viure amb la seva dona a Berlín i va ser membre del Leninbund. Va participar en la primera reunió de l'Oposició d'Esquerra Internacional, a París el 6 d'abril de 1930, on Landau amb Rosmer, Shachtman, Andreu Nin i Lev Sedov, constituïren el seu Buró Internacional. Es va separar de les posicions de Trotski, que considerava afectades de burocratisme, i va lluitar per unificar l'oposició d'esquerra dins el moviment comunista, constituint a Alemanya la Linke Opposition der KPD (Bolschewiki-Leninisten) (LO). L'ascens al poder de Hitler els va dur a la clandestinitat i, finalment, la parella es va exiliar el 17 de març de 1933 a París.

## Landau a Barcelona
El novembre de 1936, Kurt i Katja Landau van anar a Barcelona, on van treballar per al POUM. Kurt Landau va ser l'autor del fullet "La revolució alemanya de 1918 i la revolució espanyola de 1936" i va ser redactor del diari "La Batalla" i de les emissions en alemany de "Ràdio POUM". Després dels fets de maig de 1937 va poder defugir la seva detenció i va cercar refugi primer a la seu de la CNT i després a casa de la militant del POUM Carlota Durany.

## Segrest i assassinat
Perseguit pels agents estalinistes, va ser segrestat a Barcelona el 23 de setembre de 1937 i mai no va ser trobat. Es creu que va ser segrestat, torturat i assassinat per agents de la NKVD o per membres del Partit Comunista Alemany a les ordres d'Stalin. Tanmateix, no hi ha cap indicació de com i quan va morir exactament. S'ha dit (sense confirmació) que Walter Ulbricht havia estat involucrat en l'assassinat. Katja Landau, que també va ser arrestada, va sospitar que el seu marit havia estat traslladat a la Unió Soviètica.
Alfred Landau, germà de Kurt Landau, era un líder estudiantil socialista a Viena i més tard va ser un alt funcionari de les Nacions Unides. Katja Landau es va casar amb l'oficial naval espanyol Benjamin Balboa (1901-1976), que el 1936 va tenir un paper clau en assegurar que part de la marina espanyola no s'unís al cop d'estat franquista de 1936. Tots dos s'exiliarien a Mèxic el 1940. Fins a 1984, Katja Landau va fer campanya a la memòria de Kurt Landau.

## Obres
- Wesen und Geschichte des Anarcho-Kommunismus a Österreich. Abschliessende Bemerkungen zu den Fraktionskämpfen in der Kommunistischen Partei Österreichs ("La naturalesa i la història de l'anarco-comunisme a Àustria. Observacions finals sobre les lluites de facció en el Partit Comunista d'Àustria"). Gruppe Arbeiterstandpunkt, Viena, 1927.